# Cannon Spike
Cannon Spike (ガンスパイク, Gunspike) est un jeu vidéo d'action, de type run and gun, développé par Psikyo et édité par Capcom en 2000 sur système d'arcade Naomi. Il a été porté sur Dreamcast à la fin de l'année,.

## Système de jeu
Le jeu se présente en vue aérienne et se joue par tableaux (on avance écran par écran). Le joueur a la possibilité de tirer sur ses ennemis ou de les confronter au corps à corps, ce qui fait qu'on se trouve à mi-chemin entre un shoot 'em up et un beat them all.
Il est possible de faire le jeu à 2 joueurs en coopération.

## Personnages
Le joueur est amené à diriger plusieurs personnages déjà rencontrés dans d'autres jeux Capcom, en plus d'un personnage original, Simone. 
- Arthur (héros de Ghosts'n Goblins, Ghouls'n Ghosts, Maximo)
- Megaman ;
- Baby Bonnie Hood (ou Bulleta) (personnage de Darkstalkers) ;
- Cammy White (personnage de la série Street Fighter) ;
- Charlie (personnage de la série Street Fighter) ;
- Shiba Shintaro (Three Wonders) ;
- Simone.

## Portage
- Dreamcast : édition Bigben Interactive

## Accueil
- Joypad : 7/10 (DC)[3]